# Rohey Malick Lowe
Rohey Malick Lowe, née le 19 décembre 1971 à Banjul, est une entrepreneuse et une femme politique gambienne. Depuis 2018, elle est maire de la capitale de la Gambie, Banjul. Elle est la première femme à occuper cette fonction.

## Biographie
Rohey Malick Lowe est la fille de l'ancien maire de Banjul, Malick Lowe. Elle naît et grandit à Bathurst (l'ancien nom de la capitale jusqu'en 1973).  Elle va à l'école secondaire St. Joseph's High School et travaille ensuite dans plusieurs hôtels. De 1983 à 1988, elle fréquente le Collège Nyköping en Suède. Puis, elle travaille comme réceptionniste d'hôtel pendant deux ans. De 1993 à 1996, elle séjourne à l'étranger, puis après son retour en Gambie, elle fonde la société Wa Kerr Rohey. Cette société est spécialisée dans la fourniture de produits de nettoyage pour l'hôtellerie. De 2015 à 2017, elle étudie les relations internationales à l'Université de Dalécarlie, Högskolan Dalarna, en Suède,.
Elle est membre du Parti démocratique unifié (United Democratic Party  ou UDP). En août 2017, elle annonce sa candidature au conseil municipal de Banjul (Banjul City Council ou BCC). Préférant le wolof à l’anglais, elle fait campagne autour de la valorisation des compétences des jeunes et des femmes, de la clarification des finances de la capitale, du renouvellement de ses infrastructures et du dynamisme à retrouver dans cette ville. L'élection  des maires dans chaque région du pays termine un cycle électoral en Gambie, débuté en décembre 2016 par l'élection d'un président, et la défaite de Yahya Jammeh, après 22 ans de pouvoir. Mais la défaite de Yahya Jammeh provoque dans un premier temps une crise de six semaines d’une crise à rebondissements pendant lesquelles il s'accroche au pouvoir, avant finalement, de quitter le pays en janvier 2017 pour la Guinée équatoriale. Adama Barrow devient le nouveau Président du pays. Des élections législatives suivent, remportées par le Parti démocratique unifié (United Democratic Party  ou UDP). Le 12 mai 2018, Rohey Malick Lowe remporte l'élection contre son prédécesseur à la mairie, Abdoulie Bah, qui s'était représenté,,,.